# Garmersreuth
Garmersreuth ist ein Gemeindeteil der Stadt Arzberg im Landkreis Wunsiedel im Fichtelgebirge (Oberfranken, Bayern).

## Geographie
Das Dorf Garmersreuth liegt etwa drei Kilometer westlich von Arzberg (Oberfranken) unmittelbar an der Kreisstraße WUN 17. Rund einen Kilometer südwestlich der Gemeinde befinden sich der Kohlberg und der Leimatbach, etwa 750 m nördlich des Ortes im Weidenhofer Forst entspringt der Röthenbach, der in östlicher Richtung läuft.

## Geschichte
Die Ursprünge des Ortes gehen wahrscheinlich bis in das Jahr 900 n. Chr. zurück. In den Jahren 1840–1862 betrieb der Porzellanhersteller Christoph Äcker aus Arzberg (Oberfranken) einen Feldspatbruch in Garmersreuth. Im Jahre 1972 wurde die Gemeinde Grafenreuth, zu der Garmersreuth gehörte, aufgelöst und als Gemeindeteil  in die Stadt Arzberg eingegliedert.